# Kvitsvodene
Die Kvitsvodene (norwegisch für Weiße Hänge) sind ein vereistes Tal von etwa 8 km Länge im ostantarktischen Königin-Maud-Land. Es liegt zwischen den Gebirgszügen Kvitkjølen und Robinheia in der Sverdrupfjella.
Erste Luftaufnahmen entstanden bei der Deutschen Antarktischen Expedition (1938–1939). Norwegische Kartografen kartierten das Tal anhand von Luftaufnahmen der Norwegisch-Britisch-Schwedischen Antarktisexpedition (NBSAE, 1949–1952) und der Dritten Norwegischen Antarktisexpedition (1956–1960).